# Distaplia clavata
Distaplia clavata är en sjöpungsart som först beskrevs av Sars 1851.  Distaplia clavata ingår i släktet Distaplia och familjen Holozoidae. Inga underarter finns listade i Catalogue of Life.